# Sunius melanocephalus
Sunius melanocephalus – gatunek chrząszcza z rodziny kusakowatych i podrodziny żarlinków.
Gatunek ten został opisany w 1793 roku przez Charlesa Nicolasa François Fabriciusa jako Paederus melanocephalus.
Chrząszcz o ciele długości od 3 do 3,5 mm. Ubarwienie głowy jest ciemnoczerwonobrunatne z trochę jaśniejszym tyłem, przedplecza koralowoczerwone, pokryw rdzawobrunatne z brunatną częścią środkową, czułków, aparatu gębowego i odnóży rdzawożółte, zaś odwłoka brunatnoczarne z jasnobrunatnymi tylnymi brzegami tergitów. Głowa jest pozbawiona mikrorzeźby, o odległości między oczami równej długości skroni. Punktowanie głowy jest luźne, na przedzie duże i głębokie, z tyłu drobne i płytkie. Długość pokryw co najwyżej nieco przekracza długość przedplecza. Odwłok samca ma piąty sternit z tyłu podłużnie wgnieciony i na tylnej krawędzi płytko, zatokowato wycięty.
Owad znany z Hiszpanii, Irlandii, Wielkiej Brytanii, Francji, Belgii, Holandii, Niemiec, Danii, Szwecji, Szwajcarii, Austrii, Włoch, Estonii, Łotwy, Polski, Czech, Słowacji, Węgier, Ukrainy, Chorwacji, Bośni i Hercegowiny, Serbii, Czarnogóry, Rumunii, Bułgarii, Grecji, Rosji, Bliskiego Wschodu, wschodniej Palearktyki i Nearktyki. Zasiedla nasłonecznione zbocza, pola i ogrody. Bytuje pod gnijącymi szczątkami roślin, pod kamieniami, w mrowiskach oraz gniazdach myszy i kretów.